# Vidovo
Ne doit pas être confondu avec Vidova, Vidov ou Vidovec.
Vidovo (en serbe cyrillique : Видово) est un village de Serbie situé sur le territoire de la Ville de Novi Pazar, district de Raška. Au recensement de 2011, il comptait 91 habitants.

## Démographie
| 1948 | 1953 | 1961 | 1971 | 1981 | 1991 | 2002 | 2011 |
| ---- | ---- | ---- | ---- | ---- | ---- | ---- | ---- |
| 150  | 153  | 170  | 156  | 140  | 108  | 90   | 91   |

|  |